# Couvent des Cordeliers de Dinan

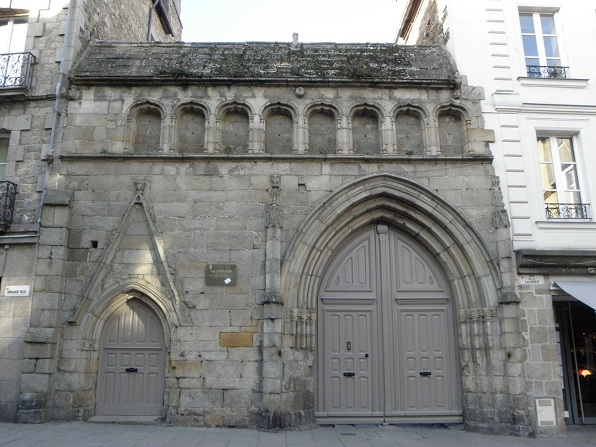
Eingang zum Couvent des Cordeliers

Der Couvent des Cordeliers de Dinan ist ein ehemaliges Kloster in Dinan in Département Côtes-d’Armor im Westen Frankreichs.
Das Kloster wurde 1241 gegründet. Um 1247 siedelten sich hier Franziskanerbrüder (Cordeliers) an. In der zweiten Hälfte des 14. und 15. Jahrhunderts wurde die Klosteranlage großzügig ausgebaut. Nach der französischen Revolution wurde das Kloster 1791 geschlossen und als Nationalgut verkauft. 1807 erwarb Abt Berthier die Anlage und gründete eine private katholische Erziehungsanstalt, die heute ein Collège und ein Lycée umfasst.
1930 wurde das Portal des Bauwerks als Monument historique klassifiziert.